# Manuel Atanasio Fuentes
Manuel Atanasio Fuentes Delgado (Lima, 2 de mayo de 1820 - 2 de enero de 1889) fue un literato peruano, cultor de la sátira política y el género histórico, periodista, jurisconsulto y catedrático de medicina legal. Fue conocido por su seudónimo hiriente de «El Murciélago». Incursionó en la estadística, higiene, derecho, jurisprudencia y en la magistratura.

## Biografía
Manuel Atanasio Fuentes fue hijo de Francisco Fuentes (Catedrático de la Facultad de Medicina de la Universidad de San Marcos) y de Andrea Delgado.
En 1833, ingresa al Colegio de Medicina (1-IX) y en 1836 opta el grado de Bachiller en Derecho en el Convictorio de San Carlos (Universidad de San Marcos), bajo la Dirección de José Pérez de Vargas.
1838 Ocupa la Secretaría del Colegio de Medicina.
1845 Viaja a Francia para adquirir implementos de laboratorio (para el colegio de la Independencia un gabinete de Física e Historia Natural).
En septiembre de 1846 se recibe de Abogado.
1846-49 Ejerce la Judicatura de Huánuco (Juez de Primera instancia).
1850 Regresa a Lima y abre su estudio, uno de los más reputados.	
1869 - 1872 Fue promotor y organizador de la Exposición Nacional. Organizó la Imprenta del Estado.
1875 Intervino en la creación de la Facultad de Ciencias Políticas y Administrativas de la Universidad de San Marcos (Res. Leg. Del 5-IV-1873), creó la Cátedra de Medicina Legal.
1877 Director de Estadística, durante el Gobierno de Mariano Ignacio Prado.
1879 - 1881 Catedrático de Medicina Legal, Decano del Colegio de Abogados de Lima. Emigra a Guayaquil por motivos de la Guerra con Chile.
1886 - 1888 Fiscal ante la Corte Suprema de la República.
En 1833, bajo la Dirección de José Pérez de Vargas. Dos años después ocupó la Secretaría del Colegio de Medicina. En 1845 viajó a Francia para adquirir implementos de laboratorio (para el colegio de la Independencia un gabinete de Física e Historia Natural). Al año siguiente se recibió de Abogado.
Entre los años 1846 y 1849 ejerce la Judicatura de Huánuco (Juez de Primera instancia). Retorna a Lima abriendo su estudio, uno de los más reputados.
En 1875 intervino en la creación de la Facultad de Ciencias Políticas y Administrativas de la UNMSM, creó la Cátedra de Medicina Legal.
Durante el gobierno de Mariano Ignacio Prado ejerció el cargo de Director de Estadística.
De 1879 a 1881 desempeñó el cargo de catedrático de Medicina Legal. Posteriormente asumió el cargo de Decano del Colegio de Abogados de Lima. Emigra a Guayaquil por motivos de la Guerra con Chile.
Entre los años 1886 – 1888 ejerció el cargo de Fiscal ante la Corte Suprema de la República.

## Obras
Atanasio Fuentes escribió muchas obras de diversa índole, abordó temas como el derecho, literatura, geografía, etc. Tuvo múltiple participación en la prensa, en especial en el diario que publicaba “El Murciélago”.
- 1851 Ligera exposición jurídica de los derechos de don Felipe E. Cortés al Patronato de la Capellanía, fundada por el conquistador del Perú Francisco Pizarro. Lima : [Impr.del Correo].
- 1852 Lijera [sic.] exposición de los derechos de D. José Antonio Alvarado... a la 3a. parte de los bienes del intestado D. Manuel Mena y Villalta. Lima : Impr. del Comercio.
- 1853  Breves observaciones a los principios en que los representantes de la finada señora Da. Catalina Merino, fundan los derechos de esta al intestado de Mena y Villalta....
- 1856  Biografía del Excmo. e ilustrísimo señor Don Ramón Castilla, libertador del Perú, escrita por el más fiel de sus adoradores... [El] Murciélago [seud.].
- 1858  Estadística general de Lima. Lima : Tip. Nacional de M. N. Corpancho.
- 1859  Elementos de higiene privada, extractados de diversos autores... ; No es ésta sino la otra! : comedia en un acto. Arreglada al teatro nacional...
- 1860  Guía histórico-descriptiva, administrativa, judicial y de domicilio de Lima. Lima : Libr. Central.
- 1860 - 1862 Colección de causas célebres contemporáneas, civiles y criminales, del foro peruano y extranjero. Lima : Establecimiento Tipográfico de Aurelio Alfaro.
- 1861 - 1864  Biblioteca peruana de historia, ciencias y literatura. Lima : Felipe Bailly.
- 1862  Colección de causas célebres del foro peruano y extranjero. Lima : Impr. de la Época.
- 1863  Biografía del [Murciélago, seud.] escrita por él mismo para proporcionar un momento de placer a su tocayo D. Manuel de Amunátegui. Lima : Impr. de El Mercurio. ; Guía de domicilio de Lima. Lima : Impr. del autor.
- 1865  Compendio del derecho administrativo. París : Libr. de Rosa y Bouret.
- 1866  Aletazos del murciélago. París : Impr. de Ad Lainé y J. Havard ;  Le coca du Pérou. [París : s.n.]. ;  Estadística general de Lima. París : Tipografía de Ad. Lainé et J. Havard. ; Lima ; esquisses historiques, statistiques, administratives, comerciale et morales. Paris : F. Didot, Feres, File & cie. ;  Lima; or sketches of the capital of Perú, historical, stastestical, administrative, comercial and moral. paris : Firmin Didot, brother, Sons & Co. ;  Mémoire sur le coca du Pérou. París : Impr. de Ad. Lainé et. J. Harvard.
- 1867  Lima : apuntes históricos, descriptivos, estadísticos y de costumbres. Paris : Librería de F. Didot.
- 1868  Cuestiones civiles. I. Apuntes sobre los registros del estado civil y la necesidad de organizarlos en el Perú. Lima : [s.n.]. ; Flores místicas del murciélago. Lima : Impr. de El Murciélago.
- 1869  Manual de prácticas parlamentarias. Lima : Impr. del estado. ; Manual práctico de medicina legal. Lima : Impr. del Estado.
- 1870  Compendio de historia santa. Havre : Impr. de A. Lemale.
- 1873  Apuntes sobre exhumaciones y autopsias y modelos de reconocimientos médico legales. Lima : Impr. de La Patria. ; Derecho constitucional filosófico. Lima : Impr. del Estado. ; Formulario para los jueces de paz del Perú. Lima : Impr. del Estado.
- 1874  Derecho constitucional universal é historia del derecho público peruano. Lima : Impr. del Estado.
- 1875  Lecciones de jurisprudencia médica. Lima : Impr. del Estado. ;  Principios generales de derecho, de política y de legislación. Lima : Impr. del Estado.
- 1875 - 1876  Repertorio judicial. Lima : Impr. del Estado.
- 1876  Catecismo de economía política. Lima : Impr. del Estado. ;  Curso de enciclopedia del derecho. Lima : Impr. del Estado. ; Lecciones de Jurisprudencia médica, dadas en la Facultad de Jurisprudencia de la Universidad de Lima. Lima : Impr. del Estado. ;  Principios de derecho político peruano para los colegios de instrucción media. Lima : Impr. del Estado.
- 1877  Catecismo de economía política. Lima : Impr. del Estado [i.e. Havre, Impr. A. Lemale]. Diccionario de jurisprudencia y de legislación peruana. Lima : Impr. del Estado. Los autores del diccionario son Manuel Atanasio Fuentes y Miguel Antonio de la Lama. De este diccionario en varios tomos solo se publicaron los Tomos I  (Parte Civil, Letras A-I, 774 pp., con palabras introductorias firmadas por el mismo Manuel A. Fuentes en Lima, Julio de 1877), y el Tomo III (Parte Criminal, Letras A-Z, 736 pp., con palabras introductorias sin firma, fechadas en Lima, 1877). Jorge Basadre, "Introducción a las bases documentales para la Historia de la República del Perú con algunas reflexiones", Tomo I, p. 450, dice que "El tomo II con el resto de la parte civil (...) quedó en pliegos que los chilenos vendieron en 1881 como papel de envolver". Según las palabras introductorias firmadas por Fuentes en el Tomo I de la obra, el diccionario debía tener una tercera parte dedicada al Derecho Público; en cambio, Fuentes desechó  la idea de completar la obra extendiéndose sobre el Derecho Internacional porque estando por entonces el gobierno publicando una Colección de los Tratados del Perú, Fuentes planeaba que dicha colección le sirviera de base para un Diccionario de Derecho Internacional y de Diplomacia, que debería publicarse por separado; Formulario para los jueces de paz del Perú. Lima : [s.n.]. ;  Hojas de coca. Lima : Impr. del Estado.
- 1879  Guerra con Chile. Lima : Lit.of P.T. Rinaldi.
- 1878  Estadística de la población de la provincia de Lima, tomada en el período comprendido de 1873 a 1877. Lima : [s.n.] Impr. del Estado.
- 1881  Ramillete ó repertorio de los más piramidales documentos oficiales del gobierno dictatorio. Lima : Impr. del Universo de C. Prince.
- 1883  El purgatorio de nombres o sea extravagancias de apellidos. Lima : Impr. del Universo, de C. Prince.
- 1887  Dictamen fiscal expedido por Manuel A. Fuentes en la causa criminal seguida de oficio contra Lorenzo Macchiavello. Lima : Impr. del Estado.